# Navarro (Texas)
Navarro es un pueblo situado en el condado homónimo, en el estado de Texas, Estados Unidos. Tiene una población estimada, a mediados de 2023, de 238 habitantes.

## Geografía
La localidad está ubicada en las coordenadas 32°0′3″N 96°22′57″O / 32.00083, -96.38250. Según la Oficina del Censo, tiene una superficie de 1.73 km², correspondientes en su totalidad a tierra firme.

## Demografía
Según el censo de 2020, en ese momento había 232 personas residiendo en la localidad. La densidad de población era de 130 hab./km². El 80.60% de los habitantes eran blancos, el 0.43% era afroamericano, el 0.86% eran amerindios, el 6.47% eran de otras razas y el 11.64% eran de una mezcla de razas. Del total de la población, el 16.38% eran hispanos o latinos de cualquier raza.